# 叶突猫蛛
叶突猫蛛（学名：Oxyopes foliiformis）为猫蛛科猫蛛属的动物。在中国大陆，分布于黑龙江等地。该物种的模式产地在黑龙江泰来。